# Banda Oriental
|  | Dieser Artikel oder Abschnitt wurde wegen inhaltlicher Mängel auf der Qualitätssicherungsseite der Redaktion Geschichte eingetragen (dort auch Hinweise zur Abarbeitung dieses Wartungsbausteins). Dies geschieht, um die Qualität der Artikel im Themengebiet Geschichte auf ein akzeptables Niveau zu bringen. Dabei werden Artikel gelöscht, die nicht signifikant verbessert werden können. Bitte hilf mit, die Mängel dieses Artikels zu beseitigen, und beteilige dich bitte an der Diskussion! |

Banda Oriental (spanisch für „Östliches Ufer“) wurde in der spanischen Kolonialzeit das heutige Uruguay genannt. Während des Argentinischen Unabhängigkeitskrieges wurde daraus durch José Gervasio Artigas zwischen 1813 und 1817 die Provincia Oriental (Östliche Provinz) der Vereinigten Provinzen des Río de la Plata gebildet. Dieses Territorium lag östlich des Flusses Uruguay mit seinem Mündungsgebiet und nördlich vom Río de la Plata. Das Gebiet umfasste eine Zone, die heute in ihrer Form annähernd der gegenwärtigen Republica Oriental del Uruguay (Republik östlich des Flusses Uruguay) und einem Teil des brasilianischen Bundesstaates Rio Grande do Sul entspricht. Es war das östlichste Land des Vizekönigreichs Río de la Plata.

## 17. Jahrhundert
Ab 1600 besetzten die Spanier den Süden und die Portugiesen den Norden des Landes. Die erste bleibende Siedlung der Spanier entstand 1624 am Rio Negro bei Soriano. Brasilianische Kolonisten gründeten zwischen 1680 und 1683 Niederlassungen am Rio de la Plata. Zu Beginn des 17. Jahrhunderts sprachen die Bewohner von Asunción in Paraguay von der Banda Oriental oder dem Lande der Charrúas, (diese zuletzt genannte Bezeichnung wurde auch auf Entre Ríos angewandt). So hießen Territorien, deren Bewohner dem Atlantik den Namen „Nordmeer“ gaben. Das nördliche Gebiet der Banda Oriental wurde nach einem guaranischen Ursprungswort benannt: Mbiazá, Ybiazá oder Ibiazá. Diese Bezeichnungen veränderten sich durch Annäherung an die spanische Sprache in der Bedeutung von „Rand, Seite“ (La Vera). Im Norden dieser Territorien erstreckten sich die Gebiete der Guayrá oder auch Pinería, welche heute den brasilianischen Süden von Paraná bilden. Diese Landesteile standen unter der Rechtsprechung von Asunción.
Am Ende des 17. Jahrhunderts entsprach La Vera oder Ibiazá den heutigen Küsten von Santa Catarina und dem heutigen Bundesstaat Paraná, während man im Süden direkt von der Banda Oriental sprach (einschließlich der sogenannten Campaña del Río Grande de San Pedro – in der portugiesischen Version: região da Campanha do Rio Grande do Sul). Im Jahre 1618 wurde die Banda Oriental in den Herrschaftsbereich der Regierung von Río de la Plata eingefügt. 1750 führte die Regierung von Montevideo die Rechtsprechung in den Bezirken des Südens des heutigen Uruguay ein. Die übrigen Territorien des heutigen Landes Uruguay und Teile des derzeitigen brasilianischen Bundesstaates Rio Grande do Sul behielten einen Teil der Verwaltung, die von Buenos Aires ausging. Durch den Vertrag von San Ildefonso wurde 1777 diese Region vom portugiesisch beherrschten Nordteil getrennt und vollständig in das Vizekönigreich Río de la Plata übernommen.

## Grenzziehungen nach dem Siebenjährigen Krieg
Am Ende des Siebenjährigen Krieges änderten sich die Grenzen zu den von den Brasilianern besetzten Gebieten fast ständig. Die Grenzen der Banda Oriental waren in dieser Zeit im Nordosten der Fluss Piratiny bis zu seiner Mündung in den Atlantik und im Norden die Gebirgskette von Santa Ana. Der Grenzverlauf wird in den Karten des 20. und zu Beginn des 21. Jahrhunderts falsch dargestellt. Es gelten die Grenzlinien, die auf bedeutenden Gipfeltreffen im „divortium acuarum“ (Wasserscheide) festgelegt wurden und die Gegenden zwischen dem Cuenca del Plata (Silberbecken) und dem Becken der direkten Zuflüsse zum Atlantik betreffen. Die Festung von Santa Tecla, wenige Kilometer nordwestlich der gegenwärtigen Stadt Bagé, die von den Spaniern, Argentiniern und Uruguayern im 19. Jahrhundert Valles (Täler) benannt wurde, liegt direkt in den Quellgebieten des Río Negro. Sie war eine von den exakt festgelegten Grenzen der Banda Oriental. Danach wurde im Norden die Banda Oriental einbezogen in das Vizekönigreich Río de la Plata. Die Grenzziehung mit den portugiesischen Besitzungen in Brasilien erfolgte durch das erwähnte „divortium acuarum“, sodass die westliche Hälfte des heutigen Staates Rio Grande del Sur ein Teil der Banda Oriental war und auch die Provinz Misiones. Einige der befestigten grenznahen Städte in besagter Region waren: Batovy, Santa María, Cruz Alta und Guardia de San Martín.

## Die Grenzen während des Vizekönigreichs Río de la Plata
Innerhalb des Vizekönigreichs Río de la Plata wurden die nördlichen Grenzen der Banda Oriental den jeweiligen Gegebenheiten angepasst. Zu bestimmten Zeiten bildete der Rio Negro die Südgrenze der militarisierten Provinz von den Las Misiones, die von Montevideo und damit von der Banda Oriental regiert wurde. Das Gebiet erstreckte sich bis zur Talsohle des Flusses Ibicuy und seinem Oberlauf, dem Rio Santa Maria. Nördlich dieser Grenze befanden sich die östlichen Missionen oder auch die sogenannten Los Siete Pueblos (die sieben Völker), Las Once Estancias (die elf Großfarmen) oder die Tapé.

## Seit der Unabhängigkeit
General José Gervasio Artigas führte den Freiheitskampf gegen die spanische Fremdherrschaft von 1810 bis 1815. Er bildete aus der Banda Oriental 1815 innerhalb der Vereinigten Provinzen des Río de la Plata (dem heutigen Argentinien) die Provincia Oriental. Danach forderte Artigas die historischen Grenzen, einschließlich der Misiones Orientales (östlichen Missionen), die in dem Vertrag von St. Ildefonso festgelegt worden waren. Die durch den Krieg geschwächte Provinz wurde 1821 von Brasilien annektiert unter dem Vorwand, die Ordnung wiederherzustellen. Es entstand die Província Cisplatina unter brasilianischer Herrschaft. Die Gruppe der dreiunddreißig Orientalen unter der Führung von Juan Antonio Lavalleja (1784–1853) begann 1825 unter Mithilfe der Vereinigten Provinzen die Unabhängigkeit von Brasilien zu erkämpfen. Am 25. August 1828 erreichte die Banda Oriental als Estado Oriental die international anerkannte Eigenstaatlichkeit, sodass sie nicht nur von Brasilien, sondern nun auch von den Vereinigten Provinzen unabhängig wurde. 1830 wurde die Republik ausgerufen, die auch von Argentinien und Brasilien anerkannt wurde.